# Economia del Togo

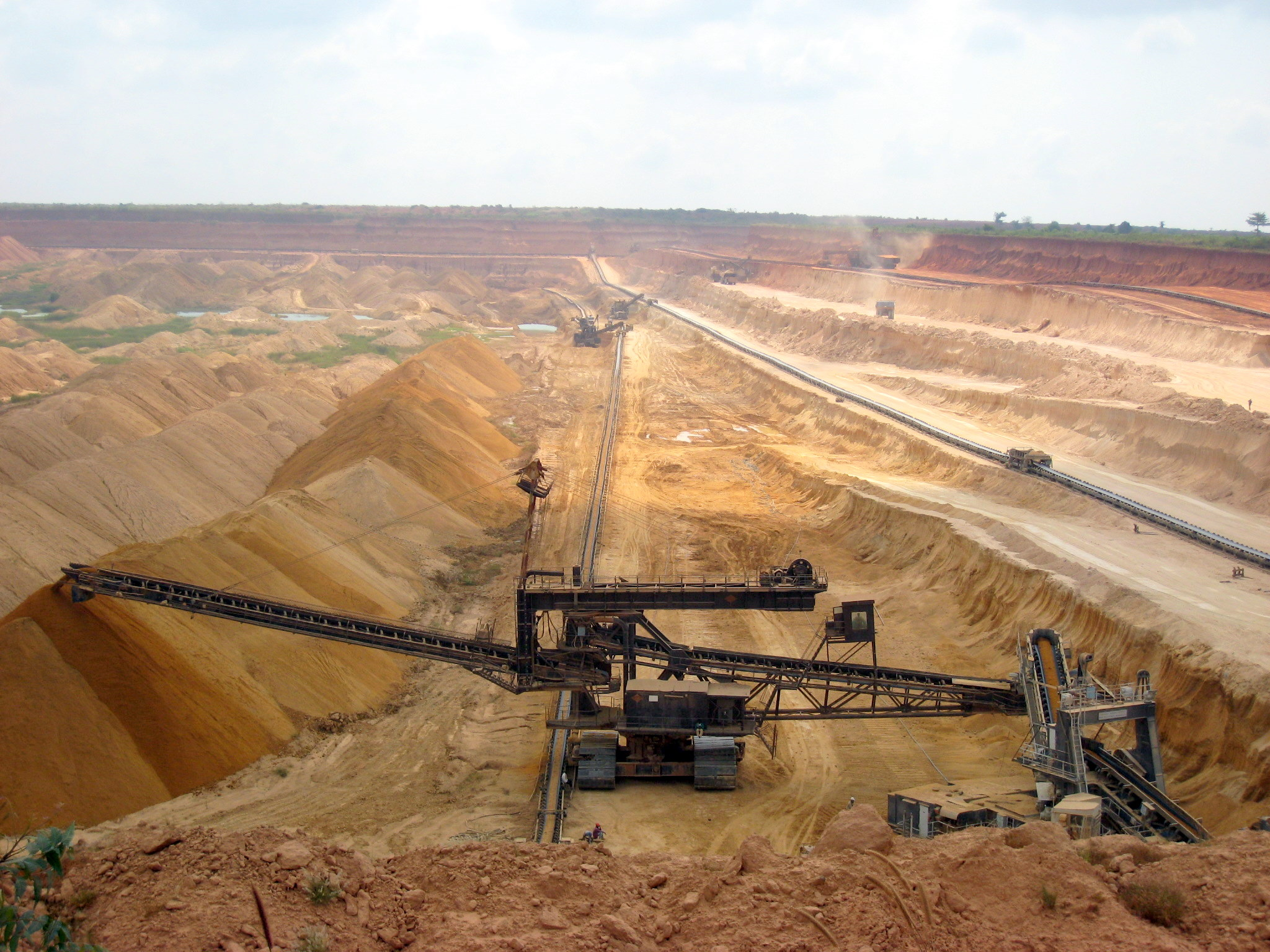
Mineria de fosfat al Togo.

La petita economia del Togo depèn de l'agricultura comercial i de subsistència, que empra el 65% de la seva força de treball (l'any 1987 s'estimava que la població activa agrària passava del 70%). Cacau, cafè i cotó generen el 40% dels ingressos d'exportació, sent el cotó el més important producte exportat. Així i tot és necessari importar alguns aliments bàsics. Alguns productes destinats consum intern són el blat de moro, la mandioca i el mill que permeten en aquests moments garantir un mínim alimentós als togolesos.
El Togo és el 4t productor mundial de fosfat que existeixen prop de 60 milions de t en reserves, extraient una mica més d'1 milió anual. Els jaciments més importants es van descobrir al començament de la dècada dels anys seixanta, al riu Haho, al centre del país. Una línia fèrria es va construir expressament per al transport de mineral unint els punts d'extracció amb el port de Kpémé. Els majors problemes de les explotacions deriven de la falta d'inversions tecnològiques en els processos industrials i de captació del material i l'esgotament de les mines de més fàcil accés.
El comerç està circumscrit gairebé en exclusiva a Lomé que, a través del seu port, canalitza la majoria de les exportacions i importacions a Mali, Níger i Burkina Faso, així com les reexportacions de productes com cigarrets, perfums i vehicles de segona mà.
L'emissió de segells postals és també una important font d'ingrés per a la seva economia.
El Togo arrossega un deute important pel procés d'industrialització que va emprendre en els anys 70 del segle xx, sobretot en indústria manufacturera (tèxtil, etc.). Això va coincidir amb les ajudes del Fons Monetari Internacional per a un ajust econòmic, al costat de préstecs del Banc Mundial, que van haver de ser renegociats en 1994 davant el fracàs de les polítiques de privatització i el descens del nivell d'ocupació i empobriment social. Aquesta situació, no obstant això, no ha millorat i el país es troba pendent de la condonació de tota o part del deute extern en 2005 de conformitat amb la política empresa per la Unió Europea i Estats Units.